# Lista mistrzów świata konstruktorów Formuły 1
Tytuł mistrza świata konstruktorów Formuły 1 (ang. Formula One World Constructors’ Championship (WCC)) – przyznawany przez Fédération Internationale de l’Automobile (FIA) po zakończeniu sezonu konstruktorowi, który uzyskał największą liczbę punktów w ciągu całego sezonu. Po raz pierwszy tytuł mistrza świata konstruktorów przyznano w sezonie 1958 zespołowi Vanwall.
Różne kombinacje samochodu i silnika są uznawane za różnych konstruktorów. Klasyfikacje obliczane są przez dodanie punktów zdobytych przez kierowców danego konstruktora w każdym wyścigu w sezonie. Do sezonu 1979 do punktacji wliczane były punkty najlepszych kierowców danego konstruktora w danym wyścigu. Tylko 11 razy w barwach zespołu, który wywalczył tytuł mistrzowski w danym sezonie wśród konstruktorów nie startował mistrz świata kierowców tegoż sezonu.
W trakcie 62 sezonów tytuł mistrzowski został przyznany 14 różnym konstruktorom. Najbardziej utytułowanym zespołem jest Scuderia Ferrari, ma on na koncie 16 tytułów mistrzowskich, w tym 6 z rzędu w latach 1999–2004. Mistrzowskie zespoły reprezentowały pięć krajów: Wielką Brytanię (33 tytuły), Włochy (16), Niemcy (8), Austrię (6), oraz Francję (3).

## Według roku
| Sezon | Konstruktor | Silnik     | Opony | Kierowcy                                                                                   | PP | P1 | Pod. | NO | Pkt   | Różn. | Źródło          |
| ----- | ----------- | ---------- | ----- | ------------------------------------------------------------------------------------------ | -- | -- | ---- | -- | ----- | ----- | --------------- |
| 1958  | Vanwall     | Vanwall    | D     | Stirling Moss Tony Brooks                                                                  | 5  | 6  | 9    | 3  | 48    | 8     | [ 1 ] [ 2 ]     |
| 1959  | Cooper      | Climax     | D     | Jack Brabham Stirling Moss Bruce McLaren                                                   | 5  | 5  | 13   | 5  | 40    | 8     | [ 3 ] [ 4 ]     |
| 1960  | Cooper      | Climax     | D     | Jack Brabham Bruce McLaren                                                                 | 4  | 6  | 14   | 5  | 48    | 14    | [ 5 ] [ 6 ]     |
| 1961  | Ferrari     | Ferrari    | D     | Phil Hill Wolfgang von Trips                                                               | 6  | 5  | 14   | 5  | 45    | 10    | [ 7 ] [ 8 ]     |
| 1962  | BRM         | BRM        | D     | Graham Hill                                                                                | 1  | 4  | 8    | 3  | 42    | 6     | [ 9 ] [ 10 ]    |
| 1963  | Lotus       | Climax     | D     | Jim Clark                                                                                  | 7  | 7  | 9    | 6  | 54    | 18    | [ 11 ] [ 12 ]   |
| 1964  | Ferrari     | Ferrari    | D     | John Surtees Lorenzo Bandini                                                               | 2  | 3  | 10   | 2  | 45    | 3     | [ 13 ] [ 14 ]   |
| 1965  | Lotus       | Climax     | D     | Jim Clark                                                                                  | 6  | 6  | 7    | 6  | 54    | 9     | [ 15 ] [ 16 ]   |
| 1966  | Brabham     | Repco      | G     | Jack Brabham                                                                               | 3  | 4  | 9    | 2  | 42    | 11    | [ 17 ] [ 18 ]   |
| 1967  | Brabham     | Repco      | G     | Denny Hulme Jack Brabham                                                                   | 2  | 4  | 14   | 2  | 63    | 19    | [ 19 ] [ 20 ]   |
| 1968  | Lotus       | Ford       | F     | Graham Hill Jo Siffert Jim Clark Jackie Oliver                                             | 5  | 5  | 9    | 5  | 62    | 13    | [ 21 ] [ 22 ]   |
| 1969  | Matra       | Ford       | D     | Jackie Stewart Jean-Pierre Beltoise                                                        | 2  | 6  | 10   | 6  | 66    | 17    | [ 23 ] [ 24 ]   |
| 1970  | Lotus       | Ford       | F     | Jochen Rindt Emerson Fittipaldi Graham Hill John Miles                                     | 3  | 6  | 7    | 1  | 59    | 7     | [ 25 ] [ 26 ]   |
| 1971  | Tyrrell     | Ford       | G     | Jackie Stewart François Cevert                                                             | 6  | 7  | 11   | 4  | 73    | 37    | [ 27 ] [ 28 ]   |
| 1972  | Lotus       | Ford       | F     | Emerson Fittipaldi                                                                         | 3  | 5  | 8    | 4  | 61    | 10    | [ 29 ] [ 30 ]   |
| 1973  | Lotus       | Ford       | G     | 1. Emerson Fittipaldi 2. Ronnie Peterson                                                   | 10 | 7  | 15   | 7  | 92    | 10    | [ 31 ] [ 32 ]   |
| 1974  | McLaren     | Ford       | G     | 5. Emerson Fittipaldi 6. Denny Hulme 33. Mike Hailwood (33). David Hobbs (33). Jochen Mass | 2  | 4  | 10   | 1  | 73    | 8     | [ 33 ] [ 34 ]   |
| 1975  | Ferrari     | Ferrari    | G     | 11. Clay Regazzoni 12. Niki Lauda                                                          | 9  | 6  | 11   | 6  | 72.5  | 18.5  | [ 35 ] [ 36 ]   |
| 1976  | Ferrari     | Ferrari    | G     | 1. Niki Lauda 2. Clay Regazzoni                                                            | 4  | 6  | 13   | 7  | 83    | 9     | [ 37 ] [ 38 ]   |
| 1977  | Ferrari     | Ferrari    | G     | 11. Niki Lauda 12. Carlos Reutemann                                                        | 2  | 4  | 16   | 3  | 95    | 33    | [ 39 ] [ 40 ]   |
| 1978  | Lotus       | Ford       | G     | 5. Mario Andretti 6. Ronnie Peterson                                                       | 12 | 8  | 14   | 7  | 86    | 28    | [ 41 ] [ 42 ]   |
| 1979  | Ferrari     | Ferrari    | M     | 11. Jody Scheckter 12. Gilles Villeneuve                                                   | 2  | 6  | 13   | 6  | 113   | 38    | [ 43 ] [ 44 ]   |
| 1980  | Williams    | Ford       | G     | 27. Alan Jones 28. Carlos Reutemann                                                        | 3  | 6  | 18   | 5  | 120   | 54    | [ 45 ] [ 46 ]   |
| 1981  | Williams    | Ford       | G     | 1. Alan Jones 2. Carlos Reutemann                                                          | 2  | 4  | 13   | 7  | 95    | 34    | [ 47 ] [ 48 ]   |
| 1982  | Ferrari     | Ferrari    | G     | 27. Gilles Villeneuve 28. Didier Pironi (27). Patrick Tambay (28). Mario Andretti          | 3  | 3  | 11   | 2  | 74    | 5     | [ 49 ] [ 50 ]   |
| 1983  | Ferrari     | Ferrari    | G     | 27. Patrick Tambay 28. René Arnoux                                                         | 8  | 4  | 12   | 3  | 89    | 10    | [ 51 ] [ 52 ]   |
| 1984  | McLaren     | TAG        | M     | 7. Alain Prost 8. Niki Lauda                                                               | 3  | 12 | 18   | 8  | 143.5 | 86    | [ 53 ] [ 54 ]   |
| 1985  | McLaren     | TAG        | G     | 1. Niki Lauda 2. Alain Prost (1). John Watson                                              | 2  | 6  | 12   | 6  | 90    | 8     | [ 55 ] [ 56 ]   |
| 1986  | Williams    | Honda      | G     | 5. Nigel Mansell 6. Nelson Piquet                                                          | 4  | 9  | 19   | 11 | 141   | 45    | [ 57 ] [ 58 ]   |
| 1987  | Williams    | Honda      | G     | 5. Nigel Mansell 6. Nelson Piquet                                                          | 12 | 9  | 18   | 7  | 137   | 61    | [ 59 ] [ 60 ]   |
| 1988  | McLaren     | Honda      | G     | 11. Alain Prost 12. Ayrton Senna                                                           | 15 | 15 | 25   | 10 | 199   | 134   | [ 61 ] [ 62 ]   |
| 1989  | McLaren     | Honda      | G     | 1. Ayrton Senna 2. Alain Prost                                                             | 15 | 10 | 18   | 8  | 141   | 64    | [ 63 ] [ 64 ]   |
| 1990  | McLaren     | Honda      | G     | 27. Ayrton Senna 28. Gerhard Berger                                                        | 12 | 6  | 18   | 5  | 121   | 11    | [ 65 ] [ 66 ]   |
| 1991  | McLaren     | Honda      | G     | 1. Ayrton Senna 2. Gerhard Berger                                                          | 10 | 8  | 18   | 4  | 139   | 14    | [ 67 ] [ 68 ]   |
| 1992  | Williams    | Renault    | G     | 5. Nigel Mansell 6. Riccardo Patrese                                                       | 15 | 10 | 21   | 11 | 164   | 65    | [ 69 ] [ 70 ]   |
| 1993  | Williams    | Renault    | G     | 0. Damon Hill 2. Alain Prost                                                               | 15 | 10 | 22   | 10 | 168   | 84    | [ 71 ] [ 72 ]   |
| 1994  | Williams    | Renault    | G     | 0. Damon Hill 2. Ayrton Senna (2). David Coulthard (2). Nigel Mansell                      | 6  | 7  | 13   | 8  | 118   | 15    | [ 73 ] [ 74 ]   |
| 1995  | Benetton    | Renault    | G     | 1. Michael Schumacher 2. Johnny Herbert                                                    | 4  | 11 | 15   | 8  | 137   | 25    | [ 75 ] [ 76 ]   |
| 1996  | Williams    | Renault    | G     | 5. Damon Hill 6. Jacques Villeneuve                                                        | 12 | 12 | 21   | 11 | 175   | 105   | [ 77 ] [ 78 ]   |
| 1997  | Williams    | Renault    | G     | 3. Jacques Villeneuve 4. Heinz-Harald Frentzen                                             | 10 | 8  | 15   | 9  | 123   | 21    | [ 79 ] [ 80 ]   |
| 1998  | McLaren     | Mercedes   | B     | 7. David Coulthard 8. Mika Häkkinen                                                        | 12 | 9  | 20   | 9  | 156   | 23    | [ 81 ] [ 82 ]   |
| 1999  | Ferrari     | Ferrari    | B     | 3. Michael Schumacher 4. Eddie Irvine (3). Mika Salo                                       | 3  | 6  | 17   | 6  | 128   | 4     | [ 83 ] [ 84 ]   |
| 2000  | Ferrari     | Ferrari    | B     | 3. Michael Schumacher 4. Rubens Barrichello                                                | 10 | 10 | 21   | 5  | 170   | 18    | [ 85 ] [ 86 ]   |
| 2001  | Ferrari     | Ferrari    | B     | 1. Michael Schumacher 2. Rubens Barrichello                                                | 11 | 9  | 24   | 3  | 179   | 77    | [ 87 ] [ 88 ]   |
| 2002  | Ferrari     | Ferrari    | B     | 1. Michael Schumacher 2. Rubens Barrichello                                                | 10 | 15 | 27   | 12 | 221   | 129   | [ 89 ] [ 90 ]   |
| 2003  | Ferrari     | Ferrari    | B     | 1. Michael Schumacher 2. Rubens Barrichello                                                | 8  | 8  | 16   | 8  | 158   | 14    | [ 91 ] [ 92 ]   |
| 2004  | Ferrari     | Ferrari    | B     | 1. Michael Schumacher 2. Rubens Barrichello                                                | 12 | 15 | 29   | 14 | 262   | 143   | [ 93 ] [ 94 ]   |
| 2005  | Renault     | Renault    | M     | 5. Fernando Alonso 6. Giancarlo Fisichella                                                 | 7  | 8  | 18   | 3  | 191   | 9     | [ 95 ] [ 96 ]   |
| 2006  | Renault     | Renault    | M     | 1. Fernando Alonso 2. Giancarlo Fisichella                                                 | 7  | 8  | 19   | 5  | 206   | 5     | [ 97 ] [ 98 ]   |
| 2007  | Ferrari     | Ferrari    | B     | 5. Felipe Massa 6. Kimi Räikkönen                                                          | 11 | 9  | 22   | 11 | 204   | 103   | [ 99 ] [ 100 ]  |
| 2008  | Ferrari     | Ferrari    | B     | 1. Kimi Räikkönen 2. Felipe Massa                                                          | 8  | 8  | 19   | 13 | 172   | 21    | [ 101 ] [ 102 ] |
| 2009  | Brawn       | Mercedes   | B     | 22. Jenson Button 23. Rubens Barrichello                                                   | 5  | 8  | 15   | 4  | 172   | 18.5  | [ 103 ] [ 104 ] |
| 2010  | Red Bull    | Renault    | B     | 5. Sebastian Vettel 6. Mark Webber                                                         | 15 | 9  | 20   | 5  | 498   | 44    | [ 105 ] [ 106 ] |
| 2011  | Red Bull    | Renault    | P     | 1. Sebastian Vettel 2. Mark Webber                                                         | 18 | 12 | 26   | 10 | 650   | 153   | [ 107 ] [ 108 ] |
| 2012  | Red Bull    | Renault    | P     | 1. Sebastian Vettel 2. Mark Webber                                                         | 8  | 7  | 14   | 7  | 460   | 60    | [ 109 ] [ 110 ] |
| 2013  | Red Bull    | Renault    | P     | 1. Sebastian Vettel 2. Mark Webber                                                         | 11 | 13 | 24   | 12 | 596   | 236   | [ 111 ] [ 112 ] |
| 2014  | Mercedes    | Mercedes   | P     | 6. Nico Rosberg 44. Lewis Hamilton                                                         | 18 | 16 | 31   | 12 | 701   | 296   | [ 113 ] [ 114 ] |
| 2015  | Mercedes    | Mercedes   | P     | 6. Nico Rosberg 44. Lewis Hamilton                                                         | 18 | 16 | 32   | 13 | 703   | 275   | [ 115 ] [ 116 ] |
| 2016  | Mercedes    | Mercedes   | P     | 6. Nico Rosberg 44. Lewis Hamilton                                                         | 20 | 19 | 33   | 9  | 765   | 291   | [ 117 ] [ 118 ] |
| 2017  | Mercedes    | Mercedes   | P     | 44. Lewis Hamilton 77. Valtteri Bottas                                                     | 15 | 12 | 24   | 9  | 668   | 146   | [ 119 ] [ 120 ] |
| 2018  | Mercedes    | Mercedes   | P     | 44. Lewis Hamilton 77. Valtteri Bottas                                                     | 13 | 11 | 25   | 10 | 655   | 84    | [ 121 ] [ 122 ] |
| 2019  | Mercedes    | Mercedes   | P     | 44. Lewis Hamilton 77. Valtteri Bottas                                                     | 10 | 15 | 32   | 9  | 739   | 235   | [ 123 ]         |
| 2020  | Mercedes    | Mercedes   | P     | 44. Lewis Hamilton 77. Valtteri Bottas (63). George Russell                                | 15 | 13 | 25   | 9  | 573   | 254   | [ 124 ]         |
| 2021  | Mercedes    | Mercedes   | P     | 44. Lewis Hamilton 77. Valtteri Bottas                                                     | 9  | 9  | 28   | 10 | 613,5 | 38    | [ 124 ]         |
| 2022  | Red Bull    | RBPT       | P     | 1. Max Verstappen 11. Sergio Perez                                                         | 8  | 17 | 28   | 8  | 759   | 205   | [ 125 ]         |
| 2023  | Red Bull    | Honda RBPT | P     | 1. Max Verstappen 11. Sergio Perez                                                         | 14 | 21 | 30   | 11 | 860   | 451   | [ 126 ]         |
| 2024  | McLaren     | Mercedes   | P     | 4. Lando Norris 81. Oscar Piastri                                                          | 8  | 6  | 21   | 7  | 666   | 14    | [ 127 ]         |

## Według liczby zdobytych tytułów mistrza świata konstruktorów
| Konstruktor | Liczba | Sezony                                                                                         |
| ----------- | ------ | ---------------------------------------------------------------------------------------------- |
| Ferrari     | 16     | 1961, 1964, 1975, 1976, 1977, 1979, 1982, 1983, 1999, 2000, 2001, 2002, 2003, 2004, 2007, 2008 |
| Williams    | 9      | 1980, 1981, 1986, 1987, 1992, 1993, 1994, 1996, 1997                                           |
| McLaren     | 9      | 1974, 1984, 1985, 1988, 1989, 1990, 1991, 1998, 2024                                           |
| Mercedes    | 8      | 2014, 2015, 2016, 2017, 2018, 2019, 2020, 2021                                                 |
| Lotus       | 7      | 1963, 1965, 1968, 1970, 1972, 1973, 1978                                                       |
| Red Bull    | 6      | 2010, 2011, 2012, 2013, 2022, 2023                                                             |
| Cooper      | 2      | 1959, 1960                                                                                     |
| Brabham     | 2      | 1966, 1967                                                                                     |
| Renault     | 2      | 2005, 2006                                                                                     |
| Vanwall     | 1      | 1958                                                                                           |
| BRM         | 1      | 1962                                                                                           |
| Matra       | 1      | 1969                                                                                           |
| Tyrrell     | 1      | 1971                                                                                           |
| Benetton    | 1      | 1995                                                                                           |
| Brawn       | 1      | 2009                                                                                           |

- Pogrubiono nazwy konstruktorów rywalizujących obecnie w Formule 1.

## Według kraju konstruktora
| Kraj            | Konstruktorzy | Liczba |
| --------------- | ------------- | ------ |
| Wielka Brytania | 10            | 34     |
| Włochy          | 1             | 16     |
| Niemcy          | 1             | 8      |
| Austria         | 1             | 6      |
| Francja         | 2             | 3      |

## Według dostawców silników
| Silnik     | Liczba | Konstruktorzy                                                |
| ---------- | ------ | ------------------------------------------------------------ |
| Ferrari    | 16     | Ferrari (16)                                                 |
| Renault    | 12     | Williams (5), Red Bull (4), Renault (2), Benetton (1)        |
| Mercedes   | 11     | Mercedes (8), McLaren (2), Brawn (1)                         |
| Ford       | 10     | Lotus (5), Williams (2), Matra (1), Tyrrell (1), McLaren (1) |
| Honda      | 6      | McLaren (4), Williams (2)                                    |
| Climax     | 4      | Cooper (2), Lotus (2)                                        |
| Repco      | 2      | Brabham (2)                                                  |
| TAG        | 2      | McLaren (2)                                                  |
| Vanwall    | 1      | Vanwall (1)                                                  |
| BRM        | 1      | BRM (1)                                                      |
| RBPT       | 1      | Red Bull (1)                                                 |
| Honda RBPT | 1      | Red Bull (1)                                                 |

- Pogrubiono nazwy producentów silników dostarczających obecnie silniki zespołom Formuły 1.

## Według dostawców opon
| Producent | Producent   | Liczba | Konstruktorzy                                                                             |
| --------- | ----------- | ------ | ----------------------------------------------------------------------------------------- |
| G         | Goodyear    | 26     | Williams (9), McLaren (6), Ferrari (5), Lotus (2), Brabham (2), Tyrrell (1), Benetton (1) |
| P         | Pirelli     | 14     | Mercedes (8), Red Bull (5), McLaren (1)                                                   |
| B         | Bridgestone | 11     | Ferrari (8), McLaren (1), Brawn (1), Red Bull (1)                                         |
| D         | Dunlop      | 10     | Cooper (2), Ferrari (2), Lotus (2), Vanwall (1), BRM (1), Matra (1)                       |
| M         | Michelin    | 4      | Renault (2), Ferrari (1), McLaren (1)                                                     |
| F         | Firestone   | 3      | Lotus (3)                                                                                 |

- Pogrubiono nazwy producentów opon dostarczających obecnie opony zespołom Formuły 1.